# 申请方
申请方，即平方创想教育科技(北京)有限公司，是一家针对高等教育行业的移动互联网公司。总部在中国北京。申请方的主要用户群体为大学生，高中生，高等教育从业者，以及高等院校，学术组织，政府及企业等。申请方有针对高考的测评和报考辅助工具，以及针对大学学业发展的在线数据库和社区。

2016年6月获得500万美金的A轮融资。
1. ↑  .   [2017-03-28]. （原始内容存档于2017-03-28）.
2. ↑  .   [2017-03-28]. （原始内容存档于2017-03-29）.